# Mummer
Albums de XTC
English Settlement
(1982) The Big Express
(1984)
Singles
1. Great Fire
Sortie : avril 1983
2. Wonderland
Sortie : juin 1983
3. Love on a Farmboy's Wages
Sortie : septembre 1983

Mummer est le sixième album du groupe XTC, sorti en août 1983.
Le batteur Terry Chambers quitte XTC pendant son enregistrement. Il n'est pas remplacé : par la suite, le groupe fait appel à 2 musiciens de studio pour assurer la batterie sur cet album.

## Titres
Toutes les chansons sont d'Andy Partridge, sauf mention contraire.

### Face 1
1. Beating of Hearts – 3:56
2. Wonderland (Colin Moulding) – 4:50
3. Love on a Farmboy's Wages – 3:58
4. Great Fire – 3:47
5. Deliver Us from the Elements (Moulding) – 4:36

### Face 2
1. Human Alchemy – 5:11
2. Ladybird – 4:32
3. In Loving Memory of a Name (Moulding) – 3:16
4. Me and the Wind – 4:17
5. Funk Pop a Roll – 3:14

### Titres bonus
L'édition remasterisée de Mummer, sortie en 2001, inclut six titres bonus :
1. Frost Circus – 3:53
2. Jump – 4:39
3. Toys – 4:20
4. Gold – 3:33
5. Procession Towards Learning Land – 3:46
6. Desert Island – 4:52

## Musiciens
- Andy Partridge : guitare, chant
- Colin Moulding : basse, chant
- Dave Gregory : guitare, claviers, chant

Avec :
- Terry Chambers : batterie (1, 2, 13)
- Peter Phipps : batterie (toutes sauf 1, 2, 13)
- Steve Nye : claviers (2, 5)
- Gavin Wright, Nigel Warren-Green : cordes (4)